# Колин Кембъл
Колин Кембъл (на английски: Colen Campbell) (*15.06.1676 г.; † 13.09.1729 г.) е пионер в архитектурата от шотландски произход, който се счита за основател на джорджианския стил.
През по-голямата част от кариерата си той пребивава в Италия и Англия.
Потомък е на рода Кембъл от замъка Каудор и се предполага, че е завършил Единбургския университет през юли 1695 г. Първоначално той се обучава за адвокат и е приет в Адвокатския съюз на 29.06.1702 г.
Той пътува из Италия в периода 1695 – 1702 г. и се счита, че е онзи Колин Кембъл, който се е подписал в книгата за гости на Падуанския университет през 1697 г. Смята се, че се е обучавал и изследвал архитектура при Джеймс Смит, това подозрение се подсилва от факта, че Кембъл притежава няколко рисунки на сгради, проектирани от Смит.

## Витрувий Британик
Основната му публикувана творба, „Витрувий Британик или британският архитект...“ (на английски: Vitruvius Britannicus) излиза в три тома между 1715 г. и 1725 г. (Допълнителни томове, използващи успешното заглавие, са събрани от Джон Улф и Джеймс Гандън и публикувани през 1767 г. и 1771 г., виж по-долу.) Витрувий Британик е първото архитектурно произведение в Англия след „Първи основания“ на Джон Шут от времето на Елизабетинската епоха. Това не е трактат, а по същество каталог на дизайни, съдържащ гравюри на английски сгради от Иниго Джоунс и Кристофър Рен, както и от самия Кембъл и други видни архитекти от епохата.
Във въведението, написано от него, и в кратките описания, Кембъл посочва „ексцесиите“ на бароковия стил и декларира британската независимост от чужденците, посвещавайки тома на Джордж I. Третият том (1725 г.) има няколко великолепни оформления на градини и паркове, с прави алеи, с пътечки и фигурални партери за приятни разходки из залесени плантации в бароков стил, който ставал все по-старомоден по онова време.
Сградите са показани в план, напречно сечение и вертикално сечение, но също така някои и в перспектива на птичи поглед. Чертежите и дизайните, съдържащи се в книгата, са излезли на мода още преди Кембъл. Успехът на томовете допринася за популяризирането на неопаладианската архитектура във Великобритания и Америка през 18 век. Например, вложка № 16 от Витрувий Британик, аксонометрична проекция на Съмърсет Хаус (Somerset House) в Лондон, е вдъхновение за американския архитект Питър Харисън, когато той проектира Тухления пазар в Нюпорт, Роуд Айлънд, през 1761 г.
Като младеж Кембъл е повлиян от Джеймс Смит (около 1645 – 1731), изтъкнат шотландски архитект и ранен неопаладианец, когото Кембъл нарича „най-опитният архитект“ на Шотландия (Витрувий Британик, ii).
Донякъде рекламното издание с отлично изпълнени гравюри излиза в благоприятен момент: в началото на бума на строежа на вили сред олигарсите от вигите. Кембъл бързо получава поръчка от лорд Бърлингтън, като заменя Джеймс Гибс в строежа на Бърлингтън Хаус в Лондон и застава начело на английската неопаладианска архитектура. През 1718 г. Кембъл е назначен за заместник на аматьора Бенсън, заменил Рен като генерален геодезист на Кралския съвет по опазване на кралските имоти, като Бърлингтън със сигурност е съдействал за назначението, но то е само краткотрайно. Когато Бенсън е изключен от съвета, Кембъл напуска с него.
По-късни томове Има някои по-късни томове, публикувани също под името „Витрувий Британик“, но те не са свързани с работата на Колин Кембъл. През 1739 г. е издаден том от Бейдслейд и Рок, описан като „том 4“. Той обаче няма много общо с Кембъл, включвайки предимно топографски перспективни изгледи на къщи (54 вложки). Между 1765 – 1771 г. Улф и Гандон публикуват своите „Томове 4 и 5“ (със 79 плюс 75 вложки). Те не зачитат изданието на Бейдслейд, вярвайки, че техният труд е по-правилното продължение на труда на Кембъл, поради което те номерират своя труд като том 4. Вложките наистина са предимно планове и напречни сечения на сгради до голяма степен в паладиански стил, повечето датиращи след 1750 г. Различните томове са описани в пълнота от Харис.

## Галерия на архитектурни произведения
- Дизайн за Stourhead, Витрувий Британик том 3, 1725 г.
- Къщата Stourhead, с по-късно добавените крила и портик към дизайна на Кембъл през 1840 г.
- Хоутън Хол, Витрувий Британик, том 3, 1725 г.
- Хоутън Хол, както е построен, с куполи на Джеймс Гибс
- Хоутън Хол
- Замъкът Мереуърт, Витрувий Британик, том 2, 1720 г.
- Напречно сечение, замъкът Меруърт, Витрувий Британик, том 2, 1720 г.
- Порта, къща Бърлингтън, Витрувий Британик, том 2, 1720 г. (разрушена)
- Къща Уонстед след построяването, илюстрирана в книгата на Натаниел Спенсър „Пълен английски пътешественик“, Лондон, 1771 г.
- Хижа Ebberston
- Вертикален разрез на къщата на генерал Уейд на улица Бърлингтън, Витрувий Британик, том 3, 1723 г.
- Къщата Марбъл Хил (Marble Hill House) в Туикънам, Лондон